# 13. Szaturnusz-gála
A 13. Szaturnusz-gála az 1985-ös év legjobb filmes és televíziós sci-fi, horror és fantasy alakításait értékelte. A díjátadót 1986. május 28-án tartották Kaliforniában.

## Győztesek és jelöltek
Forrás:

### Film
| Legjobb sci-fi film | Legjobb fantasyfilm |
| --- | --- |
| - Vissza a jövőbe - Selyemgubó - Kedves ellenségem - Mad Max 3. - Halálvágta | - Sólyomasszony - Kairó bíbor rózsája - Fegyvertelen, de veszélyes - Visszatérés Óz földjére - Ifjú Sherlock Holmes és a félelem piramisa |
| Legjobb horrorfilm | Legjobb fiatal színész |
| - Frászkarika – Veszélyes éj - Életerő - Rémálom az Elm utcában 2. – Freddy bosszúja - Reanimátor - Az élőhalottak visszatérnek | - Barret Oliver – D.A.R.Y.L. - A múlt nélküli fiú (Daryl) - Fairuza Balk – Visszatérés Óz földjére (Dorothy Gale) - Jeff Cohen – Kincsvadászok (Lawrence "Tuskó" Cohen) - Ilan Mitchell-Smith – Különös kísérlet (Wyatt O'Donnelly) - Amelia Shankley – Álomgyermek (Fiatal Alice) |
| Legjobb férfi főszereplő | Legjobb női főszereplő |
| - Michael J. Fox – Vissza a jövőbe (Marty McFly) - Hume Cronyn – Selyemgubó (Joe Finley) - Louis Gossett Jr. – Kedves ellenségem (Jeriba "Jerry" Shigan) - James Karen – Az élőhalottak visszatérnek (Frank) - Chris Sarandon – Frászkarika – Veszélyes éj (Jerry Dandrige)             | - Coral Browne – Álomgyermek (Alice Hargreaves) - Glenn Close – Maxie (Jan / Maxie) - Mia Farrow – Kairó bíbor rózsája (Cecilia) - Michelle Pfeiffer – Sólyomasszony (Isabeau d'Anjou) - Jessica Tandy – Selyemgubó (Alma Finley)                                                  |
| Legjobb férfi mellékszereplő | Legjobb női mellékszereplő |
| - Roddy McDowall – Frászkarika – Veszélyes éj (Peter Vincent) - Joel Grey – Fegyvertelen, de veszélyes (Chiun) - Crispin Glover – Vissza a jövőbe (George McFly) - Ian Holm – Álomgyermek (Charles L. Dodgson / Lewis Carroll) - Christopher Lloyd – Vissza a jövőbe (Dr. Emmett Brown) | - Anne Ramsey – Kincsvadászok (Fratelli mama) - Ruth Gordon – Maxie (Mrs. Lavin) (posztumusz) - Grace Jones – Halálvágta (May Day) - Lea Thompson – Vissza a jövőbe (Lorraine Baines) - Gwen Verdon – Selyemgubó (Bess McCarthy)                                                   |
| Legjobb rendező | Legjobb forgatókönyv |
| - Ron Howard – Selyemgubó - Woody Allen – Kairó bíbor rózsája - Tom Holland – Frászkarika – Veszélyes éj - George Miller – Mad Max 3. - Dan O'Bannon – Az élőhalottak visszatérnek - Robert Zemeckis – Vissza a jövőbe                                                                  | - Tom Holland – Frászkarika – Veszélyes éj - Tom Benedek – Selyemgubó - Terry Hayes, George Miller – Mad Max 3. - Woody Allen – Kairó bíbor rózsája - Chris Columbus – Ifjú Sherlock Holmes és a félelem piramisa                                                                  |
| Legjobb filmzene | Legjobb jelmez |
| - Bruce Broughton – Ifjú Sherlock Holmes és a félelem piramisa - Alan Silvestri – Vissza a jövőbe - Maurice Jarre – Frankenstein menyasszonya - James Horner – Selyemgubó - Andrew Powell – Sólyomasszony                                                                               | - Nanà Cecchi – Sólyomasszony - Deborah Lynn Scott – Vissza a jövőbe - Shirley Russell – Frankenstein menyasszonya - Norma Moriceau – Mad Max 3. - Raymond Hughes – Visszatérés Óz földjére                                                                                        |
| Legjobb smink | Legjobb különleges effektek |
| - Tom Savini – A holtak napja - Chris Walas – Kedves ellenségem - Rob Bottin – Űrrandevú - Anthony Doublin, John Naulin, John Carl Buechler – Reanimátor - William Munns – Az élőhalottak visszatérnek                                                                                  | - Kevin Pike – Vissza a jövőbe - The L.A. Effects Group – Kommandó - Bruce Nicholson, Ralph Winter – Űrrandevú - Richard Edlund – Frászkarika – Veszélyes éj - Apogee – Életerő |

### Különdíj
- The George Pal Memorial Award - Charles Band
- Életműdíj - Vincent Price
- The President's Memorial Award - Woody Allen – Kairó bíbor rózsája

## Fordítás
- Ez a szócikk részben vagy egészben  a(z)   13th Saturn Awards című angol Wikipédia-szócikk fordításán alapul.  Az eredeti cikk szerkesztőit annak laptörténete sorolja fel. Ez a jelzés csupán a megfogalmazás eredetét és a szerzői jogokat jelzi, nem szolgál a cikkben szereplő információk forrásmegjelöléseként.